# Blossi/810551
Blossi/810551 è un film del 1997 diretto da Júlíus Kemp.